# 벤 라이너스

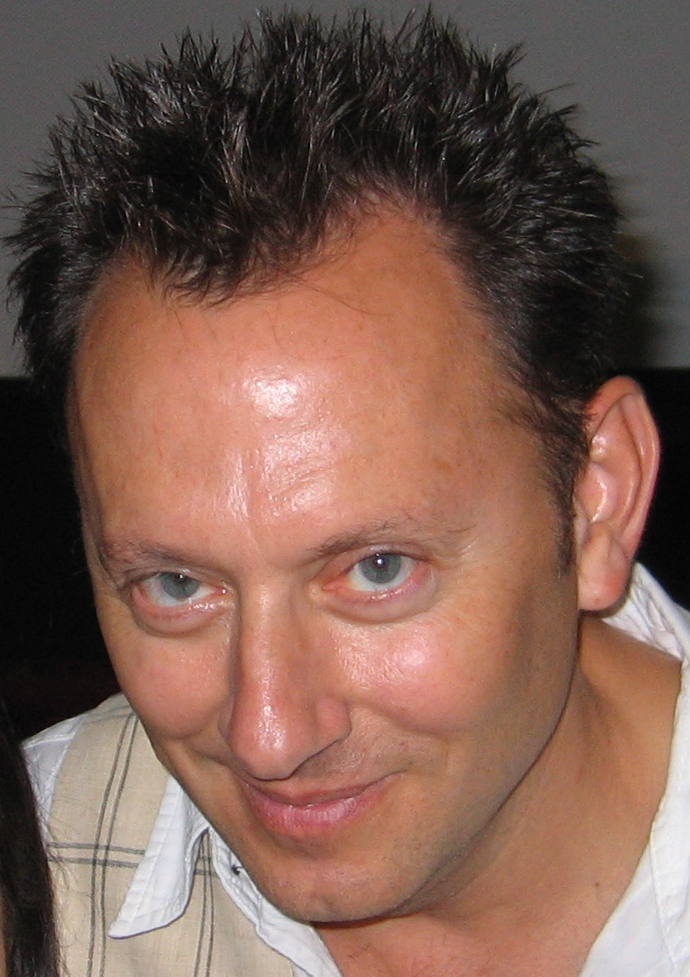

벤 라이너스(Ben Linus)는 미국 ABC의 드라마 《로스트》에 등장하는 인물로, 마이클 에머슨(Michael Emerson)이 연기한다. 풀네임은 벤자민 라이너스이다. 드라마에서 어린 시절의 벤자민 역은 스털링 보먼(Sterling Beaumon)이 연기한다.

## 줄거리

### 벤의 과거
'벤자민 라이너스'의 어머니는 그의 탄생과 함께 죽게된다. 벤의 아버지는 그녀의 죽음을 어린 벤에게 물어 아들에게 폭력을 행사하고 음주를 일삼는다. 1976년 아버지는 광고에서 본 '달마 이니셔티브'의 청소부원으로 일하게 되어 섬으로 이주를 하게 되는데 이 때 벤은 8살이었다. 말이 없고 내성적인 아이였던 벤은 애니라는 여자아이와 친해지게 되어 자주 어울려 다녔던것으로 보인다. 자신의 생일날 애니에게 생일선물을 받고 집에 들어온 벤은 술취한 아버지가 그에게 어머니의 죽음을 탓하자 결국 울음을 터트리곤 집을 나가게 된다. 이때 벤은 숲 속에서 어머니의 혼령을 보게 되는데, 그녀를 쫓아가던 벤은 섬의 원주민인 '리차드'를 만나게 되고 그들과 합류하게 된다. 그러나 벤은 얼마 후 '달마 이니셔티브'의 소탕을 위해 다시 집으로 돌아오게 된다. 그는 후에 미래에서 온 '사이드'를 원주민 중 하나라고 오해하고 감옥에서 탈출하도록 도와주는데, 미래에서 성인이 된 벤에게 원한이 많았던 사이드는 과거에 미리 그를 죽이기 위해 어린 벤에게 총을 발포한다. 케이트와 소이어는 그를 살리기 위해 원주민들에게 벤을 데려가고, 생명을 구하는 대신 원주민들과 완전히 동화하여 순수성을 잃게 된다. 오랜 시간이 지난 후, 벤은 자신의 생일날 아버지와 함께 버스를 타고 맥주를 마시러 올라가고 그 기회에 자신의 아버지를 독가스로 잔인하게 살해한다. 아버지를 죽인 벤은 '달마 이니셔티브'의 사람들 역시 원주민들의 독가스로 몰살당한 것을 확인한 후 원주민들의 리더가 된다.

### 벤의 성격
목적을 위해서라면 수단과 방법을 가리지 않는 냉혈한이다. 섬을 위해서라면 무엇이든지 할 수 있는 충성심과 권력욕을 가지고 있다. 속임수와 권모술수에 능하며 심리전의 대가이다. 거짓말은 하지 않는다고 말하지만 사실 입 밖에 나오는 말들은 거의 거짓뿐이다. 많은 사람들을 통솔할 리더쉽을 가졌으며 상황판단이 빠르다. 상당한 재력을 가졌거나 가질 수 있는 것으로 추청된다. 전투능력이 상당한 것으로 보이며 진압봉을 무기로 사용한다. 폭력을 즐기진 않지만 필요에 의해선 굉장히 잔인해질 수 있으며, 자신과 관련없는 타인의 죽음에 대해 아무런 감정이입이 없는 사이코패스적인 마인드를 가지고 있다. 가끔 농담을 하거나 주삿바늘을 무서워하는 인간적인 모습도 보인다.
이같은 성질의 그도 어릴적 친구인 '애나'의 생일선물을 간직하고 있다거나 딸 '알렉스'에 대한 사랑이 큰 것으로 봐서 완전한 악(惡)은 아닌 것으로 비춰지기도 한다. 특히 시즌6-7화 'Dr.Linus' 에피소드에선 섬에 남지 않았을 경우의 벤의 인생을 보여주는데, 자신의 학생인 알렉스를 위해 권력을 포기하는 따뜻한 인물로 묘사된다. 로스트 주요등장인물 중 가장 많은 살인과 악행을 저지른 인물이며, 후에 자신의 행동에 대해 반성하여 헐리와 함께 섬을 지키게 된다.